# دارکوب سینه‌خاکستری
دارکوب سینه‌خاکستری (نام علمی: Melanerpes hypopolius) نام یک گونه از سرده سیاه‌خزنده‌ها است.